# Yū Yoshioka
Yū Yoshioka (吉岡 佑 Yoshioka Yū?,  Prefectura de Okinawa, Japón, 25 de julio de 1985) es un actor y modelo japonés. Yoshioka estuvo afiliado con la agencia Peach, sin embargo, actualmente trabaja como artista independiente.

## Biografía
Yoshioka nació el 25 de julio de 1985 en la prefectura de Okinawa, Japón. Su hermana mayor es la también modelo Ai Yoshioka. Tras graduarse de la escuela secundaria, se trasladó a vivir a Tokio con su hermana, donde comenzó a trabajar como modelo. Yoshioka debutó como actor en 2007, con un papel secundario en la serie de televisión Katagoshi no Koibito. Actualmente, trabaja principalmente como actor teatral.

## Filmografía

### Televisión
| Año  | Título                 | Papel | Notas     |
| ---- | ---------------------- | ----- | --------- |
| 2007 | Katagoshi no Koibito   |       | Rol debut |
| 2008 | Binbou Danshi          |       |           |
| 2008 | Isshun no Kaze ni Nare | Senba |           |
| 2011 | Dr. Irabu Ichiro       |       | Ep. 3     |

### Películas
| Año  | Título              | Papel       | Notas     |
| ---- | ------------------- | ----------- | --------- |
| 2007 | Drift 3             |             |           |
| 2007 | Drift 3 4           |             |           |
| 2012 | HeartBeat           |             |           |
| 2013 | HeartBeat: Hātobīto |             |           |
| 2015 | Ame to Kiss         | Taiki Maeda | Principal |